# Ibragim Chamrakułow
Ibragim Chamrakułow, uzb. Ibrohim Hamroqulov (ur. 28 lipca 1982) – uzbecki szachista, reprezentant Hiszpanii od 2005, arcymistrz od 2006 roku.

## Kariera szachowa
Od najmłodszych lat wielokrotnie reprezentował Uzbekistan na mistrzostwach świata i Azji juniorów, największy sukces odnosząc w 1998 r. w Oropesa del Mar, gdzie zdobył tytuł mistrza świata w kategorii do 16 lat. Do pozostałych indywidualnych sukcesów Ibragima Chamrakułowa należą:
- 2001 – dz. I m. w Oldenburgu (wspólnie z Peterem Endersem i Walerianem Gaprindaszwilim),
- 2002 – dz. I m. w Condomie (wspólnie z Viorelem Iordachescu i Wencisławem Inkiowem)[4], I m. w Cáceres,
- 2004 – I m. w Maladze, I m. w Sant Llorenç des Cardassar,
- 2005 – dz. I m. w Maladze (wspólnie z Aleksandarem Czołowikiem, Carlosem Matamorosem Franco, Luisem Galego, Pią Cramling i Davorem Komljenoviciem), dz. II m. w Lorcy (za Renierem Vazquezem, wspólnie z Kevinem Spraggettem i Ivanem Ivaniseviciem), dz. I m. w Caceres (wspólnie z Wasylem Spasowem),
- 2006 – dz. I m. w Condomie (wspólnie z m.in. George-Gabrielem Grigore, Josephem Sanchezem, Vincentem Colinem(inne języki) i Inną Gaponenko)[5], dz. I m. w Caceres (wspólnie z Alonem Greenfeldem, Elizbarem Ubiławą, Atanasem Kolewem),
- 2007 – III m. w Ayamonte (mistrzostwa Hiszpanii systemem pucharowym)[6], dz. I m. w Benidormie (wspólnie z Borysem Czatałbaszewem), dy. I m. w Albacete (wspólnie z Draganem Paunoviciem(inne języki)), I m. w Salou,
- 2008 – dz. II m. w Sewilli (za Karenem Movszisianem, wspólnie z Kevinem Spraggettem, Azərem Mirzəyevem, Jose Manuelem Lopezem, Władimirem Jepiszynem, Draganem Paunoviciem, Olegiem Korniejewem i Jordanem Iwanowem).

W 2007 r. zadebiutował w narodowej reprezentacji w drużynowych mistrzostwach Europy w Iraklionie, natomiast w 2008 r., wystąpił na szachowej olimpiadzie w Dreźnie.
Najwyższy ranking w dotychczasowej karierze osiągnął 1 października 2007 r., z wynikiem 2604 punktów zajmował wówczas 3. miejsce (za Aleksiejem Szyrowem i Francisco Vallejo Ponsem) wśród hiszpańskich szachistów.